# Перець (телеканал)
«Перець» (також раніше відомий як Дар'ял ТВ, ДТВ) — колишній російський телеканал, ефірна сітка якого була побудована на оригінальних розважальних програмах власного виробницта та популярних російських передачах.

## Історія каналу
Спочатку концепцією передбачалося, що канал буде цілком і повністю присвячений добру, без порнографії, сексу та насильства. До придбання Viasatом на каналі практично не було нових телепередач: демонструвалися повтори програми «У всіх на устах» і старих радянських фільмів.
У 2001 році Наталія Дар'ялова і її батько Аркадій Вайнер продали канал шведської компанії Modern Times Group. Після продажу початкова назва каналу («Дарьял ТВ») було змінено на менш персоналізоване — ДТВ. Нові власники провели ребрендинг, в ході якого були змінені логотип і оформлення, а також концепція каналу.
У той же час засновник каналу Аркадій Вайнер розкритикував дії нових власників «за вимушену безробіття творчих одиниць колишнього» Дарьял ТВ «і створення з морального і правового каналу» телебачення для жеребців.
З 2002 року канал випробовував складнощі з відновленням ліцензії на телевізійну частоту, що виникли через дії попередніх власників, а також через демонстрації прихованої реклами спиртних напоїв і невихід в ефір. Через порушення умови мовлення частота була двічі виставлена на конкурс — в листопаді 2002 року (визнаний не відбувся) і в лютому 2003 року (виграла ДТВ). Ефір був збережений на 5 років.
З 1 лютого 2003 року була запущена концепція „7 тематичних каналів в одному“, яка згодом вичерпала себе.
У 2005–2007 роках був створений і показаний серіал документальних фільмів „Як йшли кумири“
Після покупки телеканалу „СТС Медіа“ провела ребрендинг і змінила латинські літери „DTV“ на кирилицю. Напис „VIASAT“ була вилучена. За словами Олександра Роднянського, „канал стане повністю вітчизняним і зможе показувати більше російських фільмів та серіалів“.
17 жовтня 2011 року телеканал ДТВ провів масштабний ребрендинг: змінив назву на „Перець“, вирішивши повністю змінити концепцію телеканалу. Як стверджує Дмитро Троїцький (новий гендиректор телеканалу, який раніше працював на СТС та ТНТ), „Перець“ — це пекучий телеканал, „перший несерйозний телеканал для тих дорослих, у кого в душі залишився драйв“, показ якого здійснюватиметься за підтримки СТС Медіа.
12 листопада 2015 року канал припинив своє мовлення із-за ребрендингу і відкриття каналу «Че» на його частотах о 6:00 ранку по Московському часу (МСК).

## Мовлення
| Місто           | ТВК | Місто           | ТВК |
| --------------- | --- | --------------- | --- |
| Москва          | 23  | Нижній Новгород | 44  |
| Санкт-Петербург | 46  | Новомосковськ   | 56  |
| Волгоград       | 23  | Омськ           | 50  |
| Волгодонськ     | 1   | Перм            | 35  |
| Вороніж         | 23  | П'ятигорськ     | 49  |
| Димитровград    | 21  | Ростов-на-Дону  | 5   |
| Єкатеринбург    | 12  | Рубцовськ       | 7   |
| Іваново         | 25  | Самара          | 27  |
| Іжевськ         | 49  | Сизрань         | 41  |
| Іркутськ        | 23  | Таганрог        | 26  |
| Йошкар-Ола      | 47  | Твер            | 57  |
| Канськ          | 40  | Тольятті        | 33  |
| Кіров           | 45  | Томськ          | 3   |
| Ковров          | 46  | Тула            | 24  |
| Кострома        | 37  | Уфа             | 21  |
| Красноярськ     | 1   | Хабаровськ      | 21  |
| Курган          | 29  | Ханти-Мансійськ | 47  |
| Лівни           | 26  | Челябінськ      | 44  |
| Липецьк         | 45  | Чебоксари       | 37  |
| Мурманськ       | 34  | Якутськ         | 25  |

- (В місті Самарі телеканал почав мовлення лише в червні 2003 року, при цьому на частоті мовлення телеканалу ТВС).
- (В місті Челябінську е телеканал мовить на частоті НВК).
- (В місті Анапі телеканал почав мовлення на частоті MTV Росія).
- (В місті Балаково ведеться мовлення спільно з каналом СТВ, точніше СТВ транслює ДТВ)
- (В місті Ростові-на-Дону телеканал мовить на частоті Теле-Ікс був замінений каналом 7ТВ)
- (В місті Краснодарі телеканал мовить на частоті телерадіокомпанії АВС був замінений каналом Сімка, телеканал мовить разом з НТК після закриття ТВС)
- (В місті Новосибірську телеканал мовить на частоті телерадіокомпанії Молода культура Сибіру плюс був замінений каналом РЕН ТВ)
- (В місті Санкт-Петербурзі е телеканал віщав на частоті телекомпанії Невський канал. Потім був замінений каналом Домашній і переїхав на іншу частоту).
- (В місті Красноярську телеканал почав мовлення з 1 березня 2009 року замість каналу Муз-ТВ).
- (В місті Твері телеканал віщається у форматі MMDS)

## Програми

### В ефірі
| Назва                           | Прем'єрний показ    | Жанр            | Ведучі             | Опис | Примітка                                                           |
| ------------------------------- | ------------------- | --------------- | ------------------ | --- | ------------------------------------------------------------------ |
| С. У. П. — Найдивовижніші події | 17 жовтня 2011      | Розважальне шоу | Іван Распопов      | Тележурнал про дивовижні, страшні чи кумедні події, які відбуваються зі звичайними людьми.                                                   | Виробництво: Біг Тайм Продакшн                                     |
| КВК «Грають всі!»               | 14 січня 2012       | Телегра         | Олександр Масляков | Популярна гумористична телегра | Повтори минулих випусків                                           |
| +100500                         | 23 жовтня 2011      | Розважальне шоу | Максим Голополосов | Телешоу, показ відео з декількох випусків «+100500»                                                                                          | Адаптована версія інтернет-шоу «+100500» Виробництво: CarambaTV.ru |
| Джентльмени на дачі             | 17 січня 2012       | Реаліті-шоу     | Анатолій Барбакару | Реаліті-шоу, де 10 щойно звільнилися засуджених навчаються, зовні зміняться і їх трансформація відбуватиметься прямо на очах у телеглядачів. | Виробництво: FILM.UA, Телеканал ICTV                               |
| Хобості                         | Лютий-березень 2012 | Новини          | Андрій Масленников | Новини на літеру Х — абсурдний погляд на актуальні новини                                                                                    | ТОВ «Хобості»                                                      |

- «Що робити?» Програма з Михайлом Пореченковим і Денисом Гребенюком
- «Обмін дружинами» реаліті-шоу
- «Авіакатастрофи»
- «Дорожні війни»
- «Ульотне відео по-російськи»
- «Соромно, коли видно!»
- «Гаряча автомийка» шоу з Богданом Титомиром та Оленою Водонаєвої
- «Поза законом»
- «Голі та смішні»
- «Смішно до болю»
- «За секунду до катастрофи»
- «Найсмішніше відео»
- «Сусіди»

## Логотип

Сьомий логотип з 30 серпня 2010 року по 16 жовтня 2011 року

## Програми

### Плануються до показу
- «Як я їздив до Москви» скетч-шоу з Володимиром Виноградовим
- «Одного разу в...» ситком виробництва «Comedy Club Production»

### Колишні
- «Мама в законі»
- «Брудні гроші»
- «На добраніч, мужики» з Анфісою Чеховою та Оленою Водонаєвої
- «Гарячий вечір»
- «Шоу російських рекордів»
- «Чемпіонат анекдотів»
- «Руйнівники прислів'їв»
- «Час — гроші»
- «Завжди готуй!»
- «Шоу рекордів Гіннеса»
- «Шлюбне чтиво»
- «Зоряна сімейка»
- «Судові пристрасті»
- «Судитися по-російськи»
- «Каламбур»
- «Маски-шоу»
- «Джентльмен-шоу»
- «Як йшли кумири»
- «Стомлені славою»
- «Я вижив!»

## Особи ведучих «Перця»
- Дмитро Нагієв
- Степан Ургант
- Михайло Пореченков
- Олександр Масляков
- Олександр Ревва
- Максим Голополосов
- Богдан Титомир
- Олена Водонаєва
- Анатолій Барбакару
- Іван Распопов
- Денис Гребенюк
- Володимир Виноградов
- Наталія Андрейченко (до 3.11.11)

## Історія
Телеканал почав своє мовлення 12 листопада 2015 року о 6:00 в Москві, в своєму телецентрі, де є його споріднені канали СТС Медіа на вулиці Правди (номер 15-А).
Аудиторія — 12+, 16+ і 18+.
Транслює програми, фільми і серіали без сцен порнографії, сексу, еротики, постельних сцен, вбивств, жахів і насильства.
Транслює програми колишнього каналу Перець і свого виробництва: +100500, КВК і інші.
З листопада 2015 року в теперішній час транслює автошоу-вікторину «Утілізатор» з Юрієм Сідоренко, яку до свого закриття транслював Перець 2015 року.
З 2015 року транслює програми: +100500, КВК і КВК на БІС.
З 2016 року транслює програми свого виробництва: «Гроші. Sex. Радикуліт» і «Вгадай кіно».
З 2015 по 2016 роки транслює серіали іншого виробництва: «Байкі Мітяя» (2012) (Студія «Квартал 95») і «Життя і пригоди Мішки Япончика» (2011) (Перший канал, Інтер і Star Media).
З 31 липня 2017 року телеканал змінив свій логотип і свої заставки і затопив слогани і девізи: «Герої поруч!» і «Телеканал з сильними характером!», логотип придумали самі телеглядачі.
З 2017 року транслює реаліті-шоу «Решала» з Владом Чижовим, «Антиколектори», «Шлях Баженова: напролом», новий сезон шоу «Утілізатор» і перший телесеріал свого виробництва «Павук».
З 2018 року зтворює наступній слоган «Живи ЯрЧе!» і під час Чемпіонату світу з футболу 2018 змінює свій логотип «Че» на «Станіслав Че» в честь футбольного тренера Станіслава Черчесова, також на логотипі робить його уси (пародія на Черчесова), щоб підтримати його за чемпіонат.
З 13 жовтня 2018 року транслював українську гумористичну програму «Каламбур» (випуски, переремонтовані в нарізки кращих своїх епізодів) о 6:35 ранку, а в новорічну ніч показував довго, з 2021 року знову транслює вже дотепер.
З 2018 року транслює кулінарну програму «Ідеальна вечеря», яка раніше була на Рен ТБ під ранньою назвою «Звана вечеря», але вже з іншим ведучим Григорієм Ляховецьким.
З 2018 року транслює програми «Дорожні війни 2.0» і «Ульотне відео».
З 2019 року транслює програму «Шлюбне чтиво», але вже під іншою назвою «Небезпечні зв'язки».
З 2020 року транслює серіал «Вороніни» (спочатку з 1 серії) і скетч-шоу «6 кадрів» (СТС).
З 2020 року транслює дитячий гумористичний кіножурнал «Єралаш».
З 2020 року транслює програми: телевізійна версія інтернет-проекту Єлени Летучої «Летючий надзор», проект Івана Усачова «Ви — очевидець!» (раніше на НТВ) і проект Влада Чижова «Зупиніть Вітю!», посвічений борцям.
З лютого 2021 року транслює українську гумористичну програму «Дизель-шоу» виробництва ICTV, спочатку в січні 2021 почався скандал із-за трансляції програми на санкційному каналі.

## Обличчя каналу

### Генеральні директори
- Рубен Оганесян (2015—2016)
- Євген Потапов (липень—вересень 2016, виконавець зобов'язаннь)
- Лев Макаров (2016—2018)
- В'ячеслав Муругов (з 19 березня 2018, як генеральний директор СТС Медіа і АО «Мережа телевізійних станцій»)

### Директори
- Єлена Карпенко (з 2018)

### Програмні директори
- Євген Потапов (2015—2016)
- Єлена Суханова (2016—2018)
- Олена Кузьмина (з 2018)

## Наповнення телеефіру

### Програми
- +100500 (з 2015)
- Утілізатор (з 2015)
- КВК (з 2015)
- КВК на БІС (з 2015)
- Гроші. Sex. Радикуліт (з 2016)
- Вгадай кіно (з 2016)
- Решала (з 2017)
- Ідеальна вечеря (з 2018)
- Каламбур (з 13 жовтня 2018, з січня 2021)
- Рюкзак (з 2018)
- Жартівники (з 2018)
- Супершеф (з 2018)
- Дорожні війни 2.0 (з 2018)
- Неймовірні історії (з 2018)
- Ульотне відео (з 2018)
- Небезпечні зв'язки (з 2019)
- Зупиніть Вітю! (з 2020)
- Летючий надзор (з 2020)
- 6 кадрів (з 2020)
- Єралаш (з 2020)
- Ви — очевидець! (з 2020)
- Дизель-шоу (з лютого 2021)

### Серіали
- Байки Мітяя (з 2015)
- Життя і пригоди Мішки Япончика (з 2016)
- Павук (з 2017)
- Вороніни (з 2020)

## Ведучі і обличчя каналу

### Дизель-шоу
Євген Гашенко
Єгор Крутоголов
Вікторія Булітко
Олександр Бережок
Євген Сморигін
Сергій Писаренко
Євген Нікішин
Дмитро Танкович

### +100500 і 100500 міст
Максим Голополосов

### Утілізатор і Автогонки
Юрій Сідоренко

### Вгадай кіно
Сергій Білоголовцев
Юлія Аринічева

### Решала і Зупиніть Вітю!
Влад Чижов

### Летючий надзор
Єлена Летуча

### Ви — очевидець!
Іван Усачов

### Ідеальна вечеря
Григорій Ляховецький

### КВК і КВК на БІС
Олександр Масляков

### Каламбур
Юрій Стицковський
Олексій Агоп'ян
Тетяна Іванова
Сергій Гладков
Вадим Набоков

### Гроші. Sex. Радикуліт
Сергій Єршов

### Небезпечні зв'язки
Дмитро Рибін
Карен Кочарян
Денис Гребенюк

## Скандали

### Назва каналу і пропаганда тероризму
В назві каналу є дві літери «ч» і «е», що означають ім'я болівійського терориста Че Гевари, після цього в жовтні 2015 року Національний центр телебачення і радіо потрапив в Роскомнадзор откликати у канала ліцензію, подробиці про причину заявив директор центру Олексій Самохвалов:
|  | Личность Че Гевары весьма спорная. Он являлся лидером террористической организации и всю жизнь занимался тем, что устраивал в разных странах государственные перевороты. Получается, что Россия борется с терроризмом <...>, но при этом один из федеральных каналов будет носить имя самого известного в мировой истории террориста. Мы не против появления телеканала для мужчин, но называться он должен как-то по-другому. (російською мовою). |

### Трансляція «Дизель-шоу» на санкційному каналі
В лютому 2021 року стало відомо, що «Дизель-шоу» будуть транслювати на російському санкційному каналі, резидент шоу Єгор Крутоголов заявив, що шоу продано каналу його православником — каналом ICTV.

## Логотипи
З 12 листопада 2015 по 31 липня 2017 року був надпис червоним шрифтом «Че» з зіркою, а в другої версії «че!» цим же шрифтом.
З 31 липня 2017 по 8 квітня 2023 року зображено надпис «Че» на чорному фоні, Ч — блакитна, Е — біла.

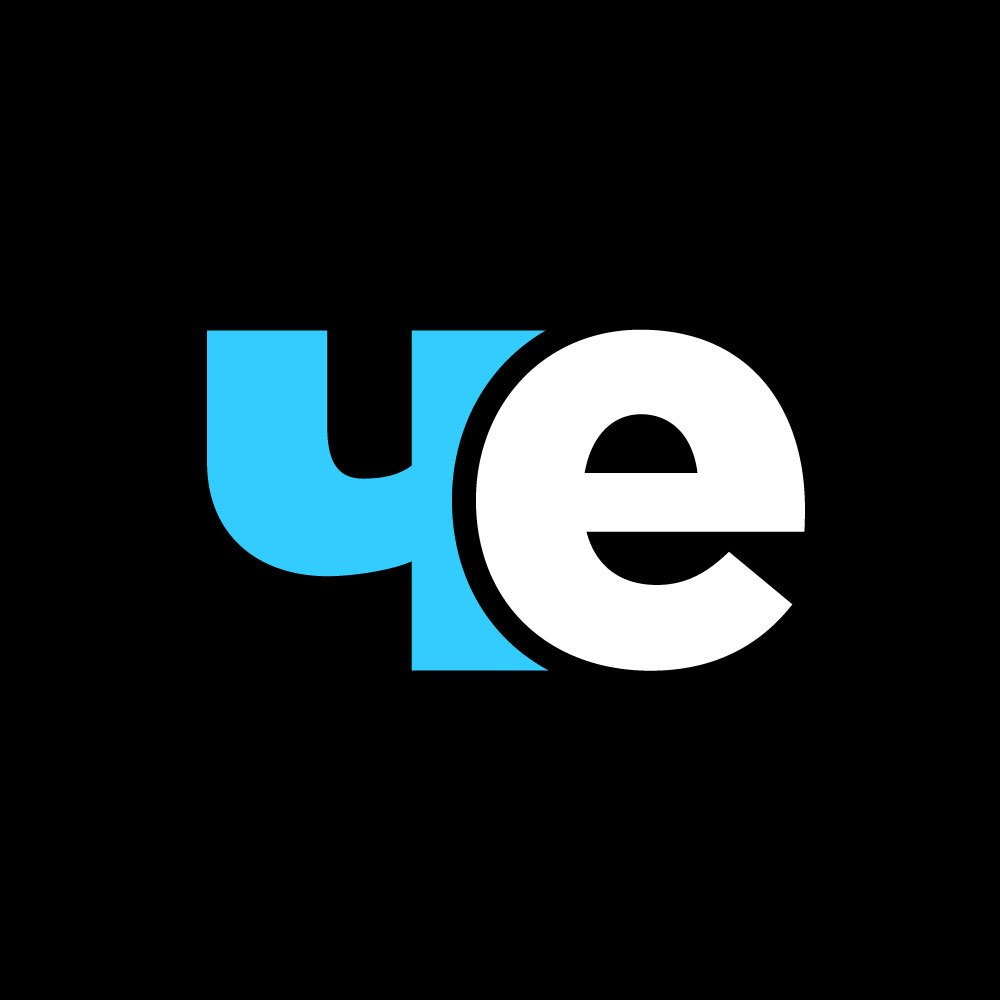
Третій логотип (2017 — 2023)